# Bur man laimi
Bur man laimi är en låt framförd av den lettiska folkmusikgruppen Tautumeitas. Låten, som är skriven av bland andra Asnate Rancāne och Aurēlija Rancāne, representerade Lettland i Eurovision Song Contest 2025 i Basel i Schweiz där den slutade på 13:e plats.
Låten handlar om att söka efter lycka och styrka inom sig själv, snarare än i det yttre. Låten symboliserar naturen och lettisk folktradition, till exempel kontrasten mellan rostiga kopparbroar och levande ekkonstruktioner, för att uttrycka att inre kraft och äkthet är viktigare än ytliga lösningar. Refrängen ”They can’t ruin me” framhäver motståndskraft och personlig integritet. Bur man laimi, som på svenska ungefär kan översättas till ”Var kan jag hitta lyckan?” kombinerar traditionell kultur med ett modernt feministiskt och stärkande budskap. 